# Aulo Atérnio Varo
Aulo Atérnio Varo Fontinal (em latim: Aulus Aternius Varus Fontinalis) foi um político da gente Atérnia nos primeiros anos da República Romana eleito cônsul em 454 a.C. com Espúrio Tarpeio Montano Capitolino. 

## Consulado
Aulo Atérnio foi eleito cônsul em 454 a.C. com seu colega Espúrio Tarpeio Montano Capitolino. Durante seu mandato não foram registrados conflitos com os belicosos vizinhos de Roma. Na política interior, os cônsules do ano anterior, Caio Vetúrio Cicurino e Tito Romílio Roco Vaticano, foram condenados a pagar uma pesada multa por terem depositado todo o butim capturado na batalha contra os équos no tesouro da cidade, sem dividir nada com os soldados. Este evento parece ter levado à aprovação da lex Aternia Tarpeia, que passou a regular o pagamento de multas e fixando o montante máximo que os magistrados podiam impor.
Apesar da condenação, que alguns patrícios consideraram como um ultraje, em Roma se instaura um novo clima de colaboração e, por isso, os tribunos da plebe decidem não tentar novamente aprovar a Lex Terentilia, que foi definitivamente arquivada. 
Atérnio e Tarpeio também continuaram a defender a oposição do Senado e dos patrícios contra a lei aprovada dois anos antes pelos tribunos da plebe que abria o monte Aventino para novos assentamentos plebeus (Lex Icilia). Com as duas classes num impasse, um acordo foi forjado para que fosse composto um grupo de patrícios e plebeus que deveria passar medidas que beneficiariam a todos. Três emissários (todos patrícios) — Espúrio Postúmio Albo Regilense, Aulo Mânlio Vulsão e Sérvio Sulpício Camerino Cornuto — foram enviados a Atenas para transcreverem as leis de Sólon e trazê-la de volta para Roma para serem estudadas.
Este acordo levaria à criação da instituição do Decenvirato ("Decemviri Legibus Scribundis"), que deteve o poder em Roma entre 451 e 449 e deu origem à Lei das Doze Tábuas.